# Al-Khwarizmi (cráter)
Al-Khwarizmi es un cráter de impacto perteneciente a la cara oculta de la Luna. Se encuentra al sureste del cráter Moiseev y al noreste de Saenger.
|  |

La pared interna occidental de Al-Khwarizmi es mucho más ancha que en el lado este. El borde oriental se superpone a un par de cráteres, incluido Al-Khwarizmi J. La pared exterior está algo distorsionada con respecto a la forma circular, incluido un doble borde en el sur. Presenta un pequeño pico central en el punto medio, que forma parte de una cresta baja que se quiebra hacia el noreste. Varios pequeños cráteres se encuentran en la parte norte del suelo interior, que hacia el sureste es algo más suave y libre de impactos significativos.
El cráter fue nombrado por el matemático y astrónomo persa Al-Juarismi.

## Cráteres satélite

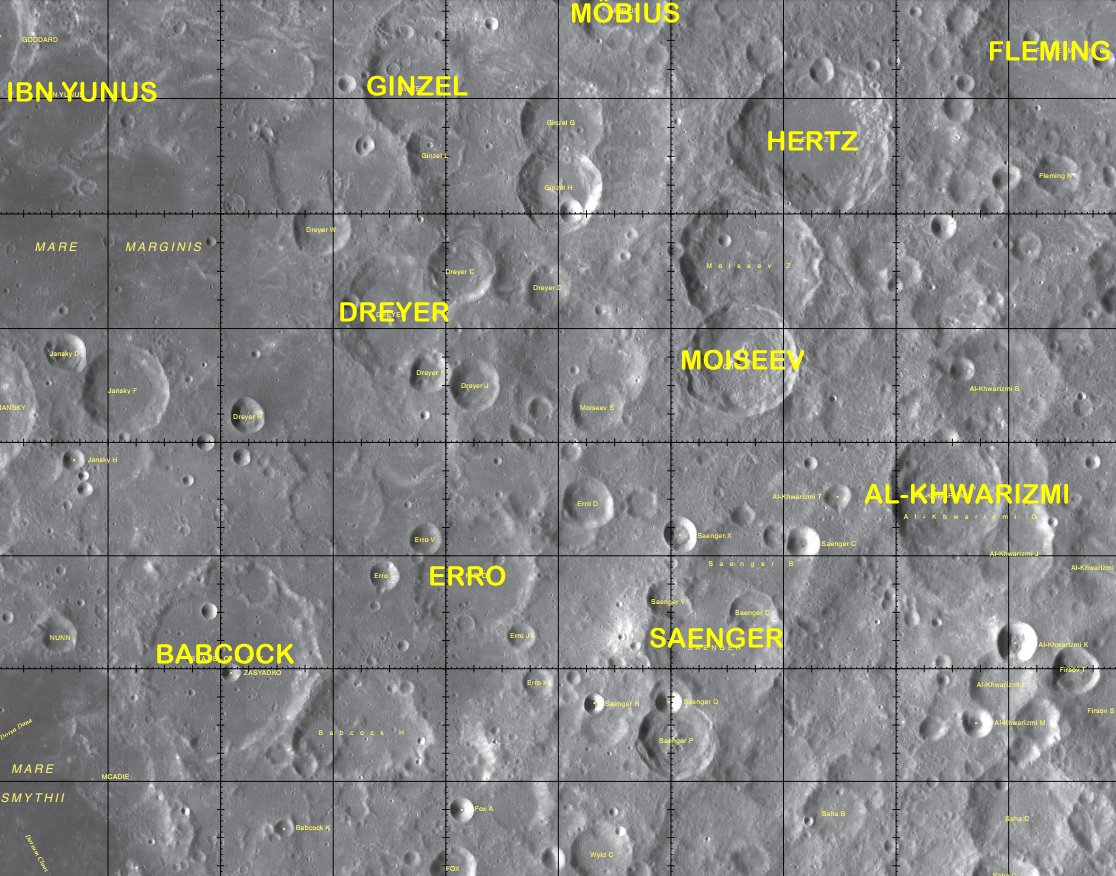
Entorno occidental de Al-Khwarizmi

Por convención estos elementos son identificados en los mapas lunares poniendo la letra en el lado del punto medio del cráter que está más cercano a Al-Khwarizmi.
|              | \| Al-Khwarizmi \| Coordenadas \| Diámetro \| \| ------------ \| ---------------------------- \| -------- \| \| B \| 9°00′N 107°24′E / 9.0, 107.4 \| 62 km \| \| G \| 6°54′N 107°06′E / 6.9, 107.1 \| 95 km \| \| H \| 6°00′N 109°12′E / 6.0, 109.2 \| 50 km \| \| J \| 6°12′N 107°36′E / 6.2, 107.6 \| 47 km \| \| K \| 4°36′N 107°36′E / 4.6, 107.6 \| 26 km \| \| L \| 3°54′N 107°24′E / 3.9, 107.4 \| 35 km \| \| M \| 3°06′N 107°00′E / 3.1, 107.0 \| 18 km \| \| T \| 7°00′N 104°30′E / 7.0, 104.5 \| 15 km \| |          |
| Al-Khwarizmi | Coordenadas | Diámetro |
| B            | 9°00′N 107°24′E / 9.0, 107.4 | 62 km    |
| G            | 6°54′N 107°06′E / 6.9, 107.1 | 95 km    |
| H            | 6°00′N 109°12′E / 6.0, 109.2 | 50 km    |
| J            | 6°12′N 107°36′E / 6.2, 107.6 | 47 km    |
| K            | 4°36′N 107°36′E / 4.6, 107.6 | 26 km    |
| L            | 3°54′N 107°24′E / 3.9, 107.4 | 35 km    |
| M            | 3°06′N 107°00′E / 3.1, 107.0 | 18 km    |
| T            | 7°00′N 104°30′E / 7.0, 104.5 | 15 km    |

|  |  |  |